# Mesoceration capense
Mesoceration capense är en skalbaggsart som beskrevs av Emile Janssens 1967. Mesoceration capense ingår i släktet Mesoceration och familjen vattenbrynsbaggar. Inga underarter finns listade i Catalogue of Life.